# Осановец
Осановец — село в Гаврилово-Посадском районе Ивановской области России, является центром Осановецкого сельского поселения.

## География
Село расположено на берегу реки Липня в 8 км на запад от райцентра города Гаврилов Посад. Одноименная платформа на однопутной неэлектрифицированной железнодорожной линии Бельково — Иваново, сообщение пригородными поездами до станций Иваново, Юрьев-Польский, Александров.

## История
В 1723 году село было пожаловано П. А. Толстому Петром I. Воскресенская церковь в селе построена из кирпича на средства прихожан в 1832 году на месте прежней деревянной церкви. Вскоре была возведена каменная, вероятно, отдельно стоящая колокольня, позднее соединенная с храмом маленьким притвором — переходом. В 1879 году на средства крестьянина А. Н. Бедяева в трапезной был устроен придел Николая Чудотворца. Стены храма побелены по обмазке. После 1929 года верхние части церкви и глава колокольни утрачены.
В конце XIX — начале XX века село входило в состав Паршинской волости Юрьевского уезда Владимирской губернии.
С 1929 года село входило в состав Шельбовского сельсовета Гаврилово-Посадского района, с 1954 года — центр Осановецкого сельсовета, с 2005 года село является центром Осановецкого сельского поселения.

## Население
| 1859 | 1897 | 1905 | 2010 |
| ---- | ---- | ---- | ---- |
| 685  | ↗761 | ↗869 | ↘564 |

## Достопримечательности
В селе расположена действующая Церковь Воскресения Христова (1832)